# Рюдігер Фольборн
Рюдігер Фольборн (нім. Rüdiger Vollborn, нар. 12 лютого 1963, Західний Берлін) — німецький футболіст, що грав на позиції воротаря за клуб «Баєр 04» і молодіжну збірну Німеччини.
Володар Кубка Німеччини. Володар Кубка УЄФА. 

## Клубна кар'єра
Народився 12 лютого 1963 року в Берліні. Починав займатися футболом у школі місцевого клубу «Блау-Вайс», згодом перейшов до структури леверкузенського «Баєр 04».
У дорослому футболі дебютував 1983 року виступами за команду клубу «Баєр 04», кольори якої і захищав протягом усієї своєї кар'єри гравця, що тривала сімнадцять років. Більшість часу, проведеного у складі «Баєра», був основним голкіпером команди, провів у її складі 401 гру німецької футбольної першості. За цей час виборов титул володаря Кубка Німеччини, ставав володарем Кубка УЄФА.

## Виступи за збірні
З 1981 по 1984 рік залучався до складу молодіжної збірної Німеччини.

## Титули і досягнення
- Володар Кубка Німеччини (1):

«Баєр 04»: 1992-1993
- Володар Кубка УЄФА (1):

«Баєр 04»: 1987-1988
- Чемпіон Європи (U-18): 1981
- Чемпіон світу (U-20): 1981